# Tim Janssen
Tim Janssen (Eindhoven, 6 maart 1986) is een Nederlands voormalig voetballer die als aanvaller speelde.

## Carrière
Janssen, de zoon van oud-voetballer Willy Janssen, begon met voetballen bij de Eindhovense amateurclub ESV. Vanaf 1996 voetbalt hij in de jeugdopleiding van PSV. In de tussentijd speelt Janssen ook voor verschillende Nederlandse jeugdselecties, zoals Oranje onder-17 en Oranje onder-19. Zijn officieuze debuut maakt hij in het eerste van PSV op 30 juli 2003, als Janssen nog in de A1 speelt. In de oefenwedstrijd tegen Crystal Palace valt hij na 85 minuten in voor Arjen Robben.
In december 2004 wordt Janssen voor een half jaar verhuurd aan eerste-divisionist FC Zwolle. Bij het debuut van Janssen, tegen FC Emmen, maakt hij meteen 3 doelpunten. In mei 2005 volgt een zware blessure: Janssen scheurt de voorste kruisband van zijn rechterknie af. Hierdoor is hij minstens 6 maanden uitgeschakeld. Daardoor zit ook zijn periode bij FC Zwolle erop. Hij weet in 11 wedstrijden 7 doelpunten te maken. Voor het seizoen 2005/2006 wordt Janssen verhuurd aan FC Eindhoven, waar hij verdergaat met revalideren.
Het debuut voor FC Eindhoven komt op 2 december 2005, tegen zijn oude club FC Zwolle. De wedstrijd wordt met 2-1 verloren. Tijdens zijn tweede wedstrijd weet Janssen het net eenmaal te vinden: tegen FC Emmen (2-1) maakt hij de openingstreffer. Bij RKC Waalwijk speelde Janssen regelmatig in de basis. In 28 wedstrijden wist hij 10 keer te scoren. Janssen degradeerde echter met RKC en zinspeelde op een vertrek naar een Eredivisieclub. Deze transfer werd gerealiseerd toen op 31 augustus 2007 op de laatste dag van de transferperiode N.E.C. de spits overnam van RKC Waalwijk. Janssen kon zijn verwachtingen bij NEC echter niet inlossen en mocht daarom vertrekken. Per 1 juli 2009 hij kwam uit voor Esbjerg fB in Denemarken. Na de degradatie van Esbjerg in 2011 stapte hij over naar FC Midtjylland. Daar speelde hij tot december 2014 en werd daarna clubloos. In maart 2015 werd hij door De Graafschap tot aan het einde van het seizoen binnen gehaald. Op 8 juli 2015 maakte hij de overstap naar Fortuna Sittard. Hij heeft met de club overeenstemming bereikt voor een contract van één seizoen. In januari 2016 tekende hij na een stage een contract tot eind 2016 bij Oklahoma City Energy FC dat uitkwam in de USL. Vanaf het seizoen 2017/18 kwam Janssen uit voor RKSV Nuenen in de Zondag Hoofdklasse B. In 2019 stopte hij met voetballen.
Hij maakte deel uit van de selectie van Jong Oranje die het Europees kampioenschap voetbal onder 21 in 2007 won.
Janssen is de broer van ESPN presentatrice Maddy Janssen. 

### Carrièrestatistieken
| Seizoen | Club            | Land             | Competitie     | Wed. | Goals |
| ------- | --------------- | ---------------- | -------------- | ---- | ----- |
| 2004/05 | PSV             | Nederland        | Eredivisie     | 0    | 0     |
| 2004/05 | FC Zwolle       | Nederland        | Eerste divisie | 11   | 7     |
| 2005/06 | PSV             | Nederland        | Eredivisie     | 0    | 0     |
| 2005/06 | FC Eindhoven    | Nederland        | Eerste divisie | 16   | 6     |
| 2006/07 | RKC Waalwijk    | Nederland        | Eredivisie     | 28   | 10    |
| 2007/08 | RKC Waalwijk    | Nederland        | Eerste divisie | 2    | 0     |
| 2007/08 | N.E.C.          | Nederland        | Eredivisie     | 15   | 2     |
| 2008/09 | N.E.C.          | Nederland        | Eredivisie     | 21   | 4     |
| 2009/10 | Esbjerg fB      | Denemarken       | Superligaen    | 32   | 15    |
| 2010/11 | Esbjerg fB      | Denemarken       | Superligaen    | 29   | 8     |
| 2011/12 | FC Midtjylland  | Denemarken       | Superligaen    | 22   | 6     |
| 2012/13 | FC Midtjylland  | Denemarken       | Superligaen    | 22   | 3     |
| 2013/14 | FC Midtjylland  | Denemarken       | Superligaen    | 7    | 1     |
| 2014/15 | De Graafschap   | Nederland        | Eerste divisie | 6    | 1     |
| 2015/16 | Fortuna Sittard | Nederland        | Eerste divisie | 5    | 0     |
| 2016    | OKC Energy      | Verenigde Staten | USL            | 3    | 0     |
| Totaal  | Totaal          | Totaal           | Totaal         | 219  | 63    |